# Nü Sensae
Nü Sensae é uma banda punk de Vancouver, Canadá, fundada em 2008. É composta por Andrea Lukic (vocal, baixo), Daniel Pitout (bateria) e Brody McKnight (guitarra). A revista SPIN os incluiu em uma lista dos 5 melhores novos artistas. A banda está em hiato desde 2014.

## História
A banda foi formada em 2008, inicialmente por Andrea Lukic e Daniel Pitout. Desde a formação, já lançaram diversos EPs em gravadoras como Fast Weapons, Deranged Records, Isolated Now Waves, Swill Children e Critiscum Internationale.
Em 2010, lançaram o álbum "TV, Death and the Evil", através da Nominal Records, que foi nomeado um dos melhores álbuns punk do ano pela revista Exclaim. Em setembro de 2011, foi anunciado que Brody McKnight havia entrado na banda. Em 7 de agosto de 2012, a banda lançou o segundo álbum, "Sundowning", através da Suicide Squeeze Records, e levou uma nota 8 do Pitchfork Media.

## Membros
- Andrea Lukic – baixo, vocal
- Brody McKnight – guitarra
- Daniel Pitout – bateria

## Discografia
- Self Titled (2008)
- Tv, Death and the Devil (2010)
- Sundowning (2012)

### Singles/EPs
- Three Dreams (2009)
- Sorrow (2010)
- Tea Swamp Park (2010)